# Chanpeng Nontasin
Chanpeng Nontasin, née le 15 octobre 1984, est une coureuse cycliste thaïlandaise. Elle a notamment été championne d'Asie du contre-la-montre en 2011 et de la course aux points en 2004. Elle a représenté la Thaïlande lors des Jeux olympiques de 2008.

## Palmarès sur piste

### Championnats du monde
- Pruszków 2009
  - 18e de la course aux points
  - 21e de la poursuite
- Copenhague 2010
  - 18e de la course aux points
  - 21e de la poursuite
- Apeldoorn 2011
  - 14e de la course aux points
  - 15e de la poursuite

### Championnats d'Asie
- Yokkaichi 2004
  -  Médaillée d'or de la course aux points
- Nara 2008
  -  Médaillée d'argent de la course aux points
- Tenggarong 2009
  -  Médaillée d'argent de la course aux points
  -  Médaillée d'argent de la poursuite par équipes
  -  Médaillée de bronze de la poursuite
- Charjah 2010
  -  Médaillée de bronze de la poursuite
- Nakhon Ratchasima 2011
  -  Médaillée d'argent de la poursuite
- Astana 2014
  -  Médaillée d'argent de la course aux points

### Jeux asiatiques
- Doha 2006
  -  Médaillée de bronze de la course aux points
- Guangzhou 2010
  -  Médaillée de bronze de la course aux points

## Palmarès sur route
- 2005
  -  Médaillée d'argent de la course en ligne des Jeux d'Asie du Sud-Est
- 2009
  -  Médaillée d'argent du championnat d'Asie du contre-la-montre
  -  Médaillée d'argent du contre-la-montre des Jeux d'Asie du Sud-Est
  - 4e du championnat d'Asie sur route
- 2010
  -  Médaillée de bronze du contre-la-montre des Jeux asiatiques
- 2011
  -  Championne d'Asie du contre-la-montre
  -  Médaillée d'or du contre-la-montre des Jeux d'Asie du Sud-Est
  -  Médaillée d'argent de la course en ligne des Jeux d'Asie du Sud-Est
- 2012
  - 4e du championnat d'Asie du contre-la-montre
- 2013
  -  Médaillée d'argent du contre-la-montre des Jeux d'Asie du Sud-Est
  - 6e du championnat d'Asie du contre-la-montre
- 2015
  -  Médaillée d'argent du contre-la-montre des Jeux d'Asie du Sud-Est